# 제2회 일본 중의원 의원 총선거
제2회 일본 중의원의원 총선거는 1892년 2월 15일에 실시된 일본의 중의원의원 선거이다.

## 배경
1890년 선거에서 입헌자유당, 입헌개진당 등 기존의 민권파가 승리하면서 예산안을 부결하는 등 정부와 대립각을 취했고, 이에 정부는 의회를 해산시켜 버린다.

## 과정
정부는 새 의회가 반정부적인 성향을 갖는 것을 막기 위해 후보를 체포하고 지지자들을 폭행하며 투표함을 바꿔치기하는 등 적극적으로 선거에 개입했으며, 선거 당시 이런 정부 측의 폭행으로 인해 25명이 사망하고 388명이 부상을 당했다

## 선거 결과
| 정당       | 의석수 |
| ---------- | ------ |
| 입헌자유당 | 94석   |
| 중앙교섭회 | 81석   |
| 입헌개진당 | 38석   |
| 독립구락부 | 31석   |
| 긴키구락부 | 12석   |
| 무소속     | 44석   |
| 합계       | 300    |

정부의 적극적인 개입에도 불구하고, 선거는 민당의 승리로 돌아갔다